# Geometrimima callista
Geometrimima callista är en fjärilsart som beskrevs av Holland 1894. Geometrimima callista ingår i släktet Geometrimima och familjen nattflyn. Inga underarter finns listade i Catalogue of Life.